# Skälderviken
Skälderviken (på dansk: Skeldervig ) er en bugt i den sydøstlige del af Kattegat. Bugten ligger i Ängelholm/Engelholm  kommune i Skåne. Bugtens udmunding i Kattegat ligger mod nordvest, hvorefter bugten har retning mod sydøst, hvor byen Ängelholm/Engelholm ligger i bunden af bugten. Syd for bugtens udmunding ligger Kullen og ved den nordlige del af udmundingen ligger øen Hallands Väderö/Hallands Vejrø.